# Fudoh: The New Generation
Fudoh: The New Generation (jap. 極道戦国志 不動, Gokudō Sengokushi: Fudō, dt. etwa: „Bericht über ein verdorbenes, kriegsgeschütteltes Land: Fudō“) ist ein japanischer Gangsterfilm/Yakuzafilm des Regisseurs Takashi Miike aus dem Jahr 1996. Der Streifen handelt von einem einsamen jungen Mann, der von seiner Umwelt bzw. von ihm nahestehenden, geliebten Menschen enttäuscht wird und sich dafür rächt. Das Drehbuch zum Film stammt von Toshiyuki Morioka und basiert auf einem Manga von Hitoshi Tanimura. Das Frühwerk des kontroversen „Arrangeurs“ ist ein Balanceakt zwischen harter Gewalt, grotesken Szenen und Tabubrüchen.
Der Film fand 1997 mit Gokudō Sengokushi: Fudō 2 und 1998 mit Gokudō Sengokushi: Fudō 3 zwei weniger populäre Fortsetzungen, die jedoch nicht mehr von Miike realisiert wurden.
Miikes Inszenierung feierte am 12. Oktober 1996 seine Premiere in Japan. In Deutschland wurde das Werk am 20. Juni 2001 veröffentlicht.
Fudō ist einerseits der Familienname des Protagonisten und heißt „unbeweglich“, bezeichnet aber auch die buddhistische Gottheit Acala.

## Handlung
Ein Machtkampf zweier renommierter Yakuza-Clans ist entbrannt, wobei der schwächere Clan die Rache der rivalisierenden kriminellen Organisation fürchtet. Um eine Eskalation der Lage zu vermeiden, wird der bei seinen Kollegen in Ungnade gefallene Iwao Fudoh, ein traditionelles Yakuza-Oberhaupt, dessen älterer Sohn eigenmächtig jenen Bandenkrieg provozierte, gebeten seine Schuld zu sühnen und den „Frieden“ wiederherzustellen. Der alternde Boss enthauptet daraufhin kaltblütig seinen älteren Sohn und präsentiert ihn seinen fassungslosen Vorgesetzten. Unglücklicherweise wurde die Hinrichtung sowie die folgende Unterredung mit den Bossen von Fudohs kleineren Sohn Riki verfolgt. Der Junge verschweigt seinem Vater, dass er Augenzeuge des heimtückischen Mordes war. Das tragische Kindheitstrauma ist der Anbeginn eines Vater-Sohn-Konflikts, der in offener Feindschaft mündet.
Zehn Jahre später: Riki ist ein heranwachsender Mann, der rachsüchtig seinen Vater und den Clan, der ihn einst zum Mord am Sohn nötigte, verfolgt. Als Schüler und Gangsterboss schart er eine Gruppe Jugendliche um sich, darunter auch Kinder, mit denen er fortan neben der Schule auch kleinere Stadtteile kontrolliert. Diese ihm unterstellte Organisation unterstützt ihn, den guten Schüler, im bewaffneten Kampf gegen andere Gangster, vornehmlich ranghohe Vorstandsmitglieder der Yakuzas, sowie gegen seinen eigenen Vater, einem ranghohen und gut bewachten Yakuza-Boss. Die Bande geht dabei äußerst skrupellos vor und tötet nach und nach die alteingesessenen Unterweltgrößen. Beschützt wird Riki von zwei sonderbaren Schülerinnen und dem bulligen Akira Aizone.
Aufgrund der Machenschaften seines Sohnes, von denen er zu diesem Zeitpunkt nichts ahnt, steigt Iwao innerhalb der Organisation zum alleinigen Führer des Yakuza-Clans auf. Er wird unumstrittener Herrscher über die japanische Stadt Kōbe. Auf dem Höhepunkt seiner Macht strebt er eine lukrative Allianz mit dem konkurrierenden Yasha-Clan des niederträchtigen Daigen Nohma an. Sein Nachkomme versucht mit einem feigen Mordanschlag diese Kooperation zu unterbinden, doch sein Vorhaben misslingt, Nohma überlebt und Fudoh senior wird so von den Machenschaften seines Sohnes in Kenntnis gesetzt. Die ehrwürdigen Yakuzas schlagen nun ihrerseits zurück.
Nachdem bereits eine neue Englischlehrerin an die Schule versetzt worden war, es ist die ehemalige Freundin von Rikis verstorbenem Bruder, schickt Fudoh senior seinen unehelichen koreanischen Sohn Akihiro, von dessen Existenz niemand ahnt, als Sportlehrer getarnt an die Schule. Er soll, so der Wunsch des Vaters, die mörderische Nachwuchsbande seines Verwandten und letztlich auch Riki liquidieren, was ihm mit brutalen Methoden zumindest teilweise gelingt. Einige Jugendliche finden einen plötzlichen Tod, als sich der körperlich überlegene Akihiro seinem wütenden Halbbruder Riki im Zweikampf stellt. In der folgenden Auseinandersetzung wird der chancenlose Riki fast getötet, jedoch im letzten Moment von der Lehrerin gerettet, die Akihiro in Notwehr erschießt. In derselben Nacht versucht Iwao seinen jüngeren Sohn zu töten, doch Riki durchschaut dessen Vorhaben und tötet seinen gehassten Vater.
Am Ende des Films kommt es während der Beerdigung von Iwao, bei dem auch der rivalisierende Yakuza-Boss Daigen Nohma anwesend ist, zu Feindseligkeiten. Riki offenbart seinem Gegenüber, dass auch seine Zeit bald gekommen sei. Nohma zieht wenige Augenblicke später seine Pistole, Riki sein Katana. Der Film endet an dieser Stelle abrupt und unvermittelt. Was letztendlich inmitten dieser Actionszene passiert, bleibt der Film schuldig. Er bietet reichlich Raum für weitergehende Interpretationen.

## Auszeichnungen
Fantasporto – Festival Internacional de Cinema do Porto
- 1998: Fantasia Section Award in der Kategorie „Bester Film – Live Action“ für Takashi Miike
- 1998: Spezialpreis der Jury für Takashi Miike
- 1998: Nominierung für den International Fantasy Film Award in der Kategorie „Bester Film“

## Kritiken
Das Lexikon des internationalen Films schrieb, der Film sei „ein äußerst gewalttätiger Gangsterfilm, der neben spektakulärer Action eine Reihe surreal-komisch anmutender Szenen bietet.“
Tom Mes sprach bei Midnight Eye von einem Film, der „provokativ und durch und durch inspiriert“ sei.
Paul Poet befand bei Evolver: „Wild, pervers und abgefahren […]. Sehr schön.“